# Màrius Calado i Colom
Màrius Calado i Colom   (Barcelona, 23 d'octubre de 1862 - Barcelona, 24 d'agost de 1926) va ser un pianista i professor de música català.

## Biografia
Va néixer a Barcelona el 23 d'octubre de 1862, fill del valencià Lluís Calado i de la barcelonina Amàlia Colom. Estudià amb Gabriel Balart al Liceu de Barcelona i al Conservatori d'Isabel II amb Joan Baptista Pujol. Als setze anys marxà a París, i una excel·lent interpretació d'una Sonata de Georges Mathias, i la seva joventut li permeteren ingressar en el Conservatori en condició d'estranger.
Dos anys més tard, el 1881, la seva magistral execució (segons els examinadors) del Carnaval de Robert Schumann i de l'Allegro de concert de Hugo Wolf obtingué el primer premi de la classe superior de piano i seguidament va començar la seva carrera concertística a la capital francesa amb molt bona acollida per part de la premsa. Va fer nombrosos concerts a París (sales Érard, Pleyel, Sociedad La Trompette, etc.), va col·laborar regularment amb Marthe Ruelle, I. Philipp i Sarmiento, i va tocar amb la Orquestra de los Concertinos Pasdeloup en 1884 , fins que el 1888 tornà a Barcelona, on va fer concerts al Teatre Principal, a la Sala Beethoven, al Gran Teatre del Liceu i a la Sucursal Érard, i la crítica el va batejar com a "El Planté Catalán". Realitzà dues petites gires per l'Amèrica del Sud, especialment per Argentina en 1881 i 1890, i a Espanya tocà a Madrid, València, Palma. El seu darrer concert públic va ser el 18 de gener del 1895 i posteriorment es dedicà a l'ensenyament en exclusiva.
D'ell es destacà la gran nitidesa amb què interpretava Liszt, Chopin, Franz Schubert, Schumann, Saint-Saëns… Formà part de les tertúlies culturals que el Doctor Andreu feia a casa; Enric Granados, un dels contertulians, tingué una bona amistat amb ell, i li dedica el Vals de concert, op. 35, del 1914.